# Masaya Games
Masaya Games (メサイヤゲームス, Mesaiya Gēmusu) est une marque de jeux vidéo. Initialement créé par la société de divertissement japonaise Nippon Computer Systems (NCS) en 1984 sous le nom de Masaya pour avoir participé au marché du jeu vidéo. Le nom de marque a été transféré à Extreme en novembre 2014,,.

## Jeux vidéo
| Yes | Développé et/ou édité via la filiale NCS Corporation. |

| Année    | Jeu                                                | Édi. | Dév. |
| -------- | -------------------------------------------------- | ---- | ---- |
| 1987     | Elthlead                                           | Yes  | Yes  |
| 1990     | Double Dungeons                                    | Oui  | Yes  |
| 1990     | Hellfire ,                                         | Oui  | (na) |
| 1990     | Hisou Kihei X-Serd                                 | Oui  | Oui  |
| 1990     | Star Cruiser                                       | Oui  | (na) |
| 1990     | Target Earth                                       | Oui  | Yes  |
| 1990     | Trampoline Terror!                                 | (na) | Oui  |
| 1991     | Battletoads                                        | Oui  | (na) |
| 1991     | Cyber City Oedo 808: Kemono no Alignment           | Oui  | Yes  |
| 1991     | Gynoug                                             | (na) | Oui  |
| 1991     | Head Buster                                        | Oui  | Yes  |
| 1991     | Langrisser                                         | Yes  | Oui  |
| 1991     | Moto Roader II                                     | Oui  | (na) |
| 1991     | Ranma ½: Toraware no Hanayome                      | Oui  | (na) |
| 1992     | Shockman                                           | Oui  | (na) |
| 1992     | Cho Aniki                                          | Oui  | (na) |
| 1992     | Cybernator                                         | Oui  | Yes  |
| 1992     | Gley Lancer                                        | Yes  | Oui  |
| 1992     | Macross 2036                                       | Oui  | (na) |
| 1992     | Mamono Hunter Yōko: Makai kara no Tenkōsei         | Oui  | (na) |
| 1992     | Prince of Persia                                   | Oui  | (na) |
| 1992     | Ranma 1⁄2: Chōnai Gekitōhen                        | Oui  | Yes  |
| 1992     | Ranma 1⁄2: Hard Battle                             | Oui  | (na) |
| 1992     | Sorcerer's Kingdom                                 | (na) | Oui  |
| 1992     | Vixen 357                                          | Oui  | Yes  |
| 1993     | Ranma ½ Byakuran Aika                              | Oui  | Oui  |
| 1993     | Zen-Nippon Pro Wrestling                           | Oui  | (na) |
| 1994     | Battletoads in Battlemaniacs                       | Oui  | (na) |
| 1994     | Bike Daisuki! Hashiriya Kon – Rider's Spirits (en) | Oui  | (na) |
| 1994     | Langrisser II                                      | Yes  | Oui  |
| 1995     | Ai Chō Aniki                                       | Oui  | (na) |
| 1995     | Chō Aniki: Bakuretsu Rantōden                      | Oui  | Yes  |
| 1995     | Chō Aniki: Kyūkyoku Muteki Ginga Saikyō Otoko      | Oui  | (na) |
| 1996     | Langrisser III                                     | Yes  | Oui  |
| 1997     | Kaizou Choujin Schbibinman Zero (en)               | Yes  | Oui  |
| 1997     | Langrisser IV                                      | Yes  | Oui  |
| 1998     | Langrisser V: The End of Legend                    | Yes  | Oui  |
| 1999     | Langrisser Millennium                              | Oui  | (na) |
| 2000     | Chō Aniki: Otoko no Tamafuda                       | (na) | Oui  |
| 1. 2. 3. |                                                    |      |      |